# 熱電素子
熱電素子（ねつでんそし、英: thermoelectric element）とは  ゼーベック効果、ペルティエ効果、トムソン効果といった、熱と電気を関係づける現象を利用した素子の総称。応用例に熱電対、電子冷却などがある。
ゼーベック効果は熱エネルギーを電気エネルギーに変換する効果であり、2種類の異種金属（または半導体）の両端を接続し、その両端に温度差を設けると起電力が発生する現象である。特にこの効果を利用した素子のことをゼーベック素子と呼ぶ。この起電力の大きさは、両端の金属（または半導体）の種類と温度差によって決まり、温度測定用の熱電対などに応用されている。また近年ではこの効果を利用した熱電発電の開発が盛んである。熱電発電に使用される素子は温度計測用の金属熱電対と区別するため、熱電変換素子と呼ばれることが多い。また、βアルミナ固体電解質のような固体電解質を利用した電気化学的な手法により熱エネルギーを電気エネルギーに変換する事例もあり、アルカリ金属熱電変換機として使用される。
また、ペルチェ効果は電気エネルギーを熱エネルギーに変換する効果であり、2種類の異種金属（または半導体）の両端を接続し電流を流すと、両端に温度差が生じる現象である。特にペルティエ素子と呼ばれ、精密機器やワインセラーなどの冷却に利用されている。
トムソン効果は、温度勾配を持たせた一様金属（または異種金属）に電流を流したときに発生する、ジュール熱以外の熱の発生（電流を反転させると熱の吸収）する効果のことを言う。